# Таиров, Таир Рашид оглы
Таиров Таир Рашид оглы (азерб. Tahir Rəşid oğlu Tahirov; 30 мая 1948, Баку — 12 сентября 2019) — Азербайджанский театральный художник, живописец, Заслуженный художник Азербайджана (2002), Народный художник Азербайджана (2013).

## Жизнь и деятельность
Родился 30 мая 1948 года в Баку в профессиональной музыкально — театральной семье, где он был младшим из трёх детей. Таир Таиров был художником свыше 60-ти театральных постановок (балетные спектакли, оперные спектакли): «Тысяча и одна ночь» Ф. Амирова (1979), «Бабек» А. Ализаде (1984), «Семь красавиц» К.Караева (2009), «Не та, так эта» Уз. Гаджибекова (2005) и др.
У Таирова были и спектакли поставленные зарубежом: «Тысяча и одна ночь» Ф. Амирова в Стамбуле и Каире, «Аршин мал алан» в Пекине и др. Его спектакли показывались в Париже («Азербайджанская сюита» Р.Гаджиева в 1969 году), в Москве («Мугам» Н.Аливердибекова в 1976 году), в Пекине («Тысяча и одна ночь») в 2003 году и др.
В 1991 году будучи принятым на работу художника-постановщика в Молодежный театр, в 1992 году продолжив свою творческую деятельность в качестве художника-постановщика в Государственном академическом национальном драматическом театре, в 2007 году вновь назначенный главным художником Театра юного зрителя, одновременно занимаясь педагогической деятельностью в Азербайджанском государственном университете культуры и искусств, готовивших театральных художников, Таир Таиров, как художник, сотрудничал со всеми драматическими театрами Баку.
Таиров также оформил свыше 30-ти государственных юбилеев и мероприятий в Республиканском Дворце (Дворец Гейдара Алиева): С.Вургуна — 1997 году, М.Магомаева в 1998 и 2003 году, Рашида Бейбутова в 2001 году, празднества «Нефтяного контракта века» и «Церемония президентской клятвы» в 2003 году, Дни исламской культуры в 2009 году, праздник Новруза в 2010 году и др. Он оформлял Дни культуры Азербайджана в Марокко (2008 год) и Париже (2008 год).
Таир Таиров говорил:
«У тканей, как у людей, есть свои душа и характер. Жаль, что сейчас ткани утратили это свойство одухотворенности. Под давлением индустриального производства они обезличились. В старину купцы, закупавшие ткани, имели в услужении незрячих людей, способных на ощупь, безошибочно, по переплетению нитей определять не только фактуру (хлопок, шелк, шерсть), но и душу ткани. Потому что изготовленная вручную ткань сохраняла в себе энергию человеческой души
Таиров работал с выдающиимися деятелями искусства: это и Фикрет Амиров, и Тогрул Нариманбеков, и Таир Салахов, и Ниязи, и Рашид Бейбутов, и Джаннет Селимова, и Александр Шаровский, и Георгий Ковтун, и многие другие.
Таиров был членом Союза художников и Союза театральных деятелей Азербайджана. В 2002 году правительство наградило его почетным званием заслуженного художника, а в 2013 году званием народного художника Азербайджана.
Таир Таиров принимал участие в оформлении многих балетов, таких как: «Калейдоскоп» Ф.Караева, «Яллы» Р.Гаджиева, «Каспийская баллада» и «Добро и Зло» Т.Бакиханова, «Путешествие на Кавказ» и «Бабек» А.Ализаде, «Низами» и «Тысяча и одна ночь» Ф.Амирова, «Болеро» Равеля, «Ромео и Джульетта» П.Чайковского, «Лейли и Меджнун» и «Дон Кихот» К.Караева и др. В этом смысле блистательным примером является балет «Тысяча и одна ночь» Фикрета Амирова (либретто — Наили Назировой, Рустама и Максуда Ибрагимбековых, хореография — Н.Назировой, сценография — Тогрула Нариманбекова, костюмы — Таира Таирова). Премьера состоялась в 1979 году в Баку. Спектакль тщательно готовился, имел громадный успех и в 1980 году был удостоен Государственной премии СССР.
Балет долгое время не сходил со сцен многих городов мира: Тбилиси, Казани, Нижнего Новгорода, Воронежа, Риги, Новосибирска, Варшавы и др. 27 февраля 2007 года этот спектакль был показан на цене «Дома оперы» в Каире.
В 2008 году был награжден премией «Золотой дервиш» в номинации «За вкладе развитие изобразительного искусства Азербайджана».
В 2013 году был удостоен премии «Зирве» в области изобразительного искусства.
Скончался в 2019 году.

## Семья
Рашид Таиров — Отец художника, был певцом — мугаматистом. Его творческая деятельность началась в 1936 году солистом театра Оперы и Балета им. М. Ф. Ахундова (позднее Государственный театр Оперы и Балета). Рашид Таиров сначала пел в хоре, а затем исполнял ряд характерных ролей в мугамных спектаклях.
Ханым Таирова — Мать художника, была солисткой — таристкой в знаменитом женском инструментальном ансамбле, созданным великим Узеиром Гаджибековым.
Родители Таира Таирова были участниками Декады культуры и искусства Азербайджанской ССР в Москве в 1938 году.

## Фильмография
- Бабек (фильм, 1979)
- Дьявол на виду (фильм, 1987)
- Проверка (фильм, 2006)
- Джавад Хан (фильм, 2009)
- Посол зари (фильм, 2012)
- Не бойся, я с тобой! 1919 (фильм, 2013)